# 미스터 부 4 - 마등보표
미스터 부 4 - 마등보표(摩登保鑣: Security Unlimited)는 홍콩에서 제작된 허관문 감독의 1981년 영화이다. 허관걸 등이 주연으로 출연하였고 추문회 등이 제작에 참여하였다.

## 출연

### 주연
- 허관걸
- 허관문
- 허관영

### 조연
- 동표
- 풍쉬범
- 진성
- 리하이성

## 음반

### 곡 목록
1. "摩登保鑣"
2. "印象"
3. "扮野"
4. "笑下就算"
5. "長春不老"
6. "我的心仍屬於您"
7. "恭喜！恭喜！"
8. "人辦"
9. "陽光"
10. "甜蜜的往事"
11. "歌曲解困憂"
12. "我問"